# Combine (Texas)
Combine é uma cidade localizada no estado norte-americano do Texas, no Condado de Dallas e Condado de Kaufman.

## Demografia
Segundo o censo norte-americano de 2000, a sua população era de 1788 habitantes.
Em 2006, foi estimada uma população de 2077, um aumento de 289 (16.2%).

## Geografia
De acordo com o United States Census Bureau tem uma área de 18,7 km², dos quais 18,7 km² cobertos por terra e 0,0 km² cobertos por água.

## Localidades na vizinhança
O diagrama seguinte representa as localidades num raio de 16 km ao redor de Combine.